# 根本通明
根本 通明（ねもと みちあき / つうめい、文政5年2月15日（1822年4月6日） - 明治39年（1906年）10月3日）は、幕末・明治期の儒学者、漢学者。出羽国仙北郡刈和野村（現秋田県大仙市）生まれ。藩校明徳館教授・学長。東京帝国大学教授。帝国学士院会員。秋田県人として初の博士号を授与された。学問での弟子に九鬼盛隆・公田連太郎がいる。号は羽嶽もしくは健斎、字は子竜、通称は周助。『易経』と『論語』には特に通じ、明治23年（1890年）根本義塾を開いた。

## 人物

### 概観
根本通明は文政5年（1822年）出羽国刈和野村（現秋田県大仙市刈和野）に生まれた。藩校明徳館で学び、のち教授する側となり、明徳館学長までつとめる。武士としても、戊辰戦争において総軍陣場奉行として軍功第一等賞となる。のち上京し、その卓越した学問の力で、漢学者としての地位を確立していく。明治6年（1873年）に宮内省御用掛となる。明治19年（1886年）には、明治天皇御講書始にて御進講という名誉ある役目を果たした。斯文学会教授、帝国大学文科大学講師、東京学士会院会員、東京帝国大学教授となり、明治32年（1899年）には、秋田県で初めて博士号を授与されている。
明治39年（1906年）、腎臓萎縮のため死去。

### 博士号
明治28年（1895年）に帝国大学文科大学講師、翌29年（1896年）には文科大学教授になる。新任式に臨んで、通明は「東洋の漢学は自分とともに滅ぶ。おまえ達は私の目の黒いうちに謹んで講義を聴け」とあいさつしたといわれている。通明は明治32年（1899年）、文学博士の学位を授与されている。これは秋田県人として初めての博士である。なおこの際、論文の提出を求められたが、自己の論文を評価できる者などいないと断っている。よって、東京帝国大学総長の推薦という特別なかたちで学位が授与された。

### 係累
母の生家が仙北郡六郷村の六郷熊野神社宮司家であり、熊谷松陰・熊谷武五郎兄弟は従兄弟にあたり、熊谷幸之輔（松陰の長男）は甥である。また、同郡の千屋村出身の代議士坂本理一郎は根本の号「羽嶽」にあやかり「東嶽」と号した。

### 逸話
森於菟の随筆『父親としての森鴎外』に逸話が紹介されている。
「観潮楼の北隣は…略…その後度々住人が変わって、一時は漢学の根本通明先生が丁髷を頂いて居られ、父（森鴎外）が小倉に転任した際には先生はわざわざたずねて来て吉光の短刀を餞別に贈られた。先生が庭の桜樹の枝にからまった蛇を名刀を振って切った所を、小さい私が竹垣の隙から覗いた記憶が鮮明である。」

## 著書
- 『周易復古筮法』
- 『詩経講義』
- 『論語講義』
- 『老子講義』
- 『孟子講義』
- 『周易講義』
- 『周易象義辯正』

## 門下生
- 伊藤直純
- 公田連太郎
- 大島久直